# علم البيئة السلوكي
علم البيئة السلوكي وهو دراسة الأسس التطورية لسلوك الحيوانات الناتجة عن الضغوط البيئية. انبثق علم البيئة السلوكي من علم سلوك الحيوانات بعد أن حدد نيكولاس تينبرغن «أسئلة تينبرغن الأربعة» لمناقشتها عند دراسة سلوكيات الحيوان، وهي الأسباب المباشرة وتطور الجنين والتكيف وتاريخ تطور السلوك.
يفضل الاصطفاء الطبيعي السمة التي تؤمن الميزة الانتقائية (أي تمتلك دلالة تكيفية) في حال وجودها لدى الكائن الحي.
تشير الأهمية التكيفية إلى التعبير عن سمة تؤثر على اللياقة البدنية، وتُقاس بالنجاح التناسلي للفرد. السمات التكيفية هي المسؤولة عن إنتاج المزيد من جينات الفرد في الأجيال القادمة، بينما تُعتبر السمات غير التكيفية مسؤولة عن إنتاج عدد أقل من هذه الجينات. على سبيل المثال، نداء الطائر بصوت عالٍ هو سمة تكيفية للطيور التي يمكنها التواصل بصوت أعلى، قادر على جذب المزيد من الشركاء، لأن الطيور الصاخبة تتزاوج أكثر من الطيور الأقل ضجيجاً، وتُرسل بالتالي المزيد من جينات النداء الصاخب إلى الأجيال القادمة.
يبقى الأفراد في حالة تنافس دائمة مع الآخرين على الموارد المحدودة، بما في ذلك الغذاء والأرض والتزاوج. يحدث الصراع بين الحيوانات المفترسة والطرائد، وبين المتنافسين على التزاوج، وبين الأشقاء والأزواج وحتى الآباء والأبناء. 

## المنافسة على الموارد
تعتمد قيمة السلوك الاجتماعي بشكل جزئي على السلوك الاجتماعي للحيوانات المجاورة. على سبيل المثال، تزداد القيمة التي يبتعد فيها الذكر عن التهديد كلما زاد احتمال تراجع الذكر الخصم بسبب التهديد. ومع ذلك، من المرجح أن يهاجم أحد المُتنافسين إذا شعر بالتهديد، إذ يُعتبر تهديد الذكور الآخرين أمراً أقل نفعاً.
يمكن أن يطور المُجتمع نمطاً مستقراً من السلوكيات المعروفة باسم «الاستراتيجية المستقرة تطورياً» (ESS) في حال إظهاره عدداً من السلوكيات الاجتماعية التفاعلية مثل التهديد. أصبح هذا المصطلح المستمد من نظرية الألعاب الاقتصادية بارزاً بعد أن أقر جون ماينارد سميث عام (1982) بالتطبيق المُحتمل لمفهوم توازن ناش لنمذجة تطور الاستراتيجيات السلوكية.

### الاستراتيجية المستقرة تطورياً
باختصار، تؤكد نظرية الألعاب التطورية أنه فقط الاستراتيجيات التي لا يمكن «انتهاكها» من قبل أي إستراتيجية بديلة «طافرة» يمكن اعتبارها إستراتيجية مستقرة تطورياً، ويُحافَظ عليها في المجتمع الحيواني. وبمعنى آخر، يجب على كل اللاعبين أن يقوموا بأفضل استجابة إستراتيجية لبعضهم البعض في حالة التوازن. يجب أن يلعب كل لاعب الاستراتيجية التي تؤمّن أفضل استجابة لها عندما تكون اللعبة متماثلة ومكونة من لاعبين.
لذلك، تُعتبر الاستراتيجية المستقرة تطورياً نقطة النهاية اللاحقة للتواصل التفاعلي. نظراً لأن اللياقة التي تنقلها إستراتيجية ما تتأثر بما يفعله الآخرون (التكرار النسبي لكل إستراتيجية في المجتمع الحيواني)، فمن الممكن أن يُحكم السلوك ليس بالأفضلية فقط، ولكن بتكرار الاستراتيجيات المعتمدة من قبل الآخرين، ولذلك تعتمد على التكرار (اختيار الاعتماد التكراري).
ولذلك يتأثر التطور السلوكي بكل من البيئة المادية والتفاعلات الحاصلة بين الأفراد الآخرين.
ومن أمثلة قدرة التغيرات الجغرافية على جعل الاستراتيجية سريعة التأثر بالاستراتيجيات البديلة هي تطفل نحلة عسل أراضي شرق أفريقيا المنخفضة.

### الدفاع عن الموارد
قدم جيرام براون مصطلح قابلية الدفاع الاقتصادي لأول مرة في عام 1964. ينص هذا المصطلح على أن الدفاع عن أحد الموارد له تكاليفه، مقل نفقات الطاقة أو خطر الإصابة بالإضافة إلى مزايا أفضلية الوصول إلى الموارد. ينشأ السلوك المناطقي عندما تكون الفوائد أكبر من التكاليف.
أثبتت الدراسات التي أجريت على طائر التمير ذهبي الجناحين مفهوم قابلية الدفاع الاقتصادي. وقد أظهر الباحثون من خلال مقارنة الطاقة التي تستهلكها هذه الطيور في يوم واحد لكسب الرحيق الإضافي من خلال الدفاع عن المنطقة، أنها قد أصبحت مناطقية فقط عندما حققت ربحاً طاقياً صافياً.
قد لا تكون المكاسب الناتجة عن استبعاد الموارد الأخرى كافية لدفع كلفة الدفاع المناطقي عندما تكون الموارد منخفضة الكثافة. وفي المقابل، قد يكون هنالك الكثير من المتسللين لدرجة أن المدافع لن يكون لديه وقت للاستفادة من الموارد التي يوفرها الدفاع عندما تكون الموارد متوفرة بشكل كبير.
تفضل اقتصاديات منافسة الموارد الدفاع المشترك في بعض الأحيان. ومن الأمثلة على ذلك مناطق تغذية طائر الذعرة البيضاء. تتغذى الذعرة البيضاء على الحشرات التي يغسلها النهر على ضفته، والتي تعمل كمصدر غذائي متجدد.
تُستنفذ الفريسة بسرعة إذا كان أي من الدخلاء يحصدون منطقتهم، مع العلم أن أصحاب المناطق قد يقبلون في بعض الأحيان طائراً ثانياً يُعرف باسم القمر الاصطناعي، سينتقل عندئذٍ المتشاركان مع بعضهما البعض، مما يؤدي إلى انخفاض معدل التغذية ولكن زيادة الدفاع، وهو الأمر الذي يوضح مزايا الحياة الجماعية.

### التوزيع المجاني المثالي
نموذج التوزيع المجاني المثالي، وهو أحد النماذج الرئيسية المستخدمة للتنبؤ بتوزيع الأفراد المتنافسين بين رقع الموارد. من الممكن أن تكون رقع الموارد ذات جودة متغيرة في هذا النموذج، كما أنه لا يوجد حد لعدد الأفراد الذين يمكنهم استحواذ واستخراج الموارد من رقعة معينة.
تعني المنافسة داخل رقعة معينة أن الفائدة التي يتلقاها كل فرد من استغلال الرقعة تتناقص بشكل لوغاريتمي مع زيادة عدد المنافسين الذي يتشاركون تلك الرقعة. 
يتنبأ النموذج بأن الأفراد سوف يتدفقون بشكل مبدئي إلى الرقع عالية الجودة، وذلك إلى أن تجلب تكاليف الازدحام فوائد استغلالهم بما يتماشى مع فوائد كونهم الوحيدين الباقيين في الرقعة ذات الموارد الأقل. يتناوب الأفراد بعد الوصول إلى هذه النقطة بين استغلال الرقع عالية الجودة والرقع الأقل جودة، بطريقة تجعل متوسط الفائدة لجميع الأفراد في كلا الرقعتين هو نفسه.
يُعتبر هذا النموذج مثالياً، فهو يقدم معلومات متكاملة عن جودة بقع الموارد وعدد الأفراد الذي يستغلونه حالياً. وهو مجانياً، لأن الأفراد يستطيعون فيه اختيار بقع الموارد التي يجب استغلالها بكامل حريتهم.
أظهرت تجربة أجراها مانفريد مالينسكي في عام 1979، أن سلوك التغذية لدى أسماك أبو شوكة ثلاثي الشوكات يتبع التوزيع المجاني المثالي. وُضعت ستة أسماك في خزان وأُسقطت فيه المواد الغذائية بمعدلات مختلفة، ثم حُدد معدل ترسب المواد الغذائية لتكون كميتها في أحد الطرفين ضعف كميتها في الطرف الآخر، ووُزعت اثنتين الأسماك في الطرف ذي الترسيب الأسرع واثنتين في الطرف ذي الترسيب الأبطأ. وبهذه الطريقة، كان متوسط معدل التغذية هو نفسه لجميع الأسماك في الخزان.

### استراتيجيات التزاوج ووسائله
قد تشارك الأنواع في جميع أنحاء مملكة الحيوان في مسابقات التزاوج كما هو الحال في أي منافسة على الموارد. إذا اعتبر حيوان ما أن شركاءه أو شركاءه المحتملين كمورد، فيمكن توزيع هؤلاء الشركاء الجنسيين بشكل عشوائي بين تجمعات الموارد ضمن بيئة معينة.
وزع الخريجون أنفسهم باتباع نموذج التوزيع المجاني المثالي بين شركائهم المحتملين في محاولة لزيادة فرص أو عدد مرات التزاوج المحتملة.
يتبع الذكور بالنسبة لجميع المنافسين في معظم الحالات استراتيجيات وأساليب مختلفة من أجل التزاوج. تشير الاستراتيجيات عموماً إلى السلوكيات المحددة جينياً والتي يمكن وصفها بأنها مشروطة، بينما تشير الوسائل إلى مجموعة فرعية من السلوكيات ضمن إستراتيجية وراثية معينة. وبالتالي، لا يُعتبر من الصعب وجود العديد من الاختلافات الكبيرة في استراتيجيات التزاوج في بيئة معينة ولدى أنواع معينة.